# Copa Aldao 1927
La Copa Aldao 1927 fue la séptima edición del torneo organizado por AFA y AUF. Enfrentó a San Lorenzo de Argentina, ganador del Campeonato de Primera División 1927; y a Rampla Juniors de Uruguay, ganador del Campeonato Uruguayo 1927.
La edición se disputó a partido único el 30 de diciembre de 1928 en el estadio Gran Parque Central de Montevideo. Se consagró campeón el equipo argentino, que ganó así su primer título internacional.

## Clubes clasificados
Clasificaron como campeones de 1927 en sus respectivas ligas.
| AAAF (Argentina) |  | San Lorenzo    |  | Campeón de Primera División de Argentina (1927) |
| AUF (Uruguay)    |  | Rampla Juniors |  | Campeón de Primera División de Uruguay (1927)   |

## Partido
| 30 de diciembre de 1928 | Rampla Juniors | 0:1 (0:0) | San Lorenzo     | Estadio Gran Parque Central, Montevideo |                              |
|                         |                |           | Juan Maglio 75' | Árbitro(s): Domingo Lombardi            | Árbitro(s): Domingo Lombardi |

|                                 |
| Bandera de Argentina            |
| Campeón San Lorenzo 1.er título |